# Artur Danieljan
Artur Ašotovič Danieljan (in russo Артур Ашотович Даниелян?; Volgograd, 17 dicembre 2003) è un pattinatore artistico su ghiaccio russo.

## Biografia

### Primi anni
Figlio di genitori di origini armene, Danieljan inizia a pattinare nel 2008 in una pista vicina a casa sua a Volgograd. Nel 2016 si trasferisce a Mosca e si unisce al CSKA Mosca. Viene allenato da Marina Selitskaia ed Elena Buianova.

### Stagione 2017-2018
Nel settembre 2017 Danieljan partecipa al suo primo evento del Grand Prix juniores piazzandosi settimo a Zagabria, in Croazia. Nel febbraio 2018 vince la medaglia di bronzo ai campionati nazionali russi juniores.
A marzo Danieljan prende parte ai Mondiali juniores che si sono svolti a Sofia, in Bulgaria. Ottiene la medaglia d'argento alle spalle del connazionale Aleksej Erochov, dopo essersi piazzato ottavo nel programma corto e secondo nel programma libero.

### Stagione 2018-2019
Danieljan inizia la stagione partecipando agli eventi del Grand Prix juniores. Al suo primo evento della stagione si piazza quinto a Lubiana, in Slovenia. Al suo secondo evento del Grand Prix si classifica quarto a Erevan, in Armenia. Successivamente compete al Tallinn Trophy 2018 dove vince la medaglia d'oro.
Sebbene sia giunto solamente quinto ai campionati nazionali russi juniores, Danieljan viene selezionato per disputare i campionati mondiali juniores. Ciò è stato reso possibile dal fatto che il campione juniores Daniil Samsonov non era eleggibile per competere a livello internazionale a causa dei limiti di età, e dal fatto che il quarto classificato Erochov in seguito si è ritirato. Ai Mondiali juniores giunge nono nel programma corto, quinto nel programma libero e conclude complessivamente in quarta posizione, con un nuovo record personale di 220.68 punti.

### Stagione 2019-2020
Nell'ambito del Grand Prix juniores, Danieljan vince due medaglie d'argento in Russia e in Croazia, finendo come prima riserva per la finale del Grand Prix 2019-20. Debutta a livello senior al Golden Spin di Zagabria piazzandosi quarto.
Disputa i suoi primi campionati nazionali russi nella categoria senior dove, dopo essere stato solamente tredicesimo nel programma corto, si impone nel programma libero e grazie anche alle peggiori prestazioni degli avversari in questo segmento conclude complessivamente al secondo posto vincendo la medaglia d'argento. Il risultato ottenuto gli vale un posto agli Europei di Graz 2020. Ai campionati europei Danieljan ottiene il terzo posto nel programma corto e il quarto miglior punteggio in quello libero, totalizzando complessivamente 246.74 punti, nuovo record personale, che lo collocano in seconda posizione dietro il connazionale Dmitrij Aliev (272.89 punti) e davanti il georgiano Moris Qvitelashvili (246.71 punti).

## Programmi
| Stagione  | Programma corto | Programma libero |
| --------- | --- | --- |
| 2019–2020 | - Don Juan di Félix Gray                                                                                             | - Il gladiatore di Hans Zimmer e Lisa Gerrard |
| 2018–2019 | - Puttin' on the Ritz di Irving Berlin                                                                               | - La donna è mobile (dal Rigoletto) di Giuseppe Verdi - La traviata Overture di Giuseppe Verdi, eseguita da André Rieu - Libiamo ne' lieti calici (da La traviata) di Giuseppe Verdi, eseguita da André Rieu |
| 2017–2018 | - Llanto: Prologue di Vicente Pradal - Bésame mucho (Buleria) eseguito da Jin Oki - Poeta en el mar di Vicente Amigo | - Notre-Dame de Paris di Riccardo Cocciante - Il tempo delle cattedrali eseguito da Alessandro Safina - La cavalcatura - La strega - La festa dei folli eseguito da Garou, Daniel Lavoie                     |

## Palmarès
| Risultati                                                                            | Risultati      | Risultati      | Risultati      | Risultati      | Risultati      | Risultati      | Risultati      | Risultati      |
| Internazionali                                                                       | Internazionali | Internazionali | Internazionali | Internazionali | Internazionali | Internazionali | Internazionali | Internazionali |
| Evento                                                                               | 2017-18        | 2018-19        | 2019-20        | 2020-21        | 2021-22        | 2022-23        | 2023-24        | 2024-25        |
| ------------------------------------------------------------------------------------ | -------------- | -------------- | -------------- | -------------- | -------------- | -------------- | -------------- | -------------- |
| Mondiali                                                                             |                |                | C              |                |                |                |                |                |
| Campionati europei                                                                   |                |                | 2º             |                |                |                |                |                |
| GP Trophée Eric Bompard                                                              |                |                |                |                | 10°            |                |                |                |
| GP Rostelecom Cup                                                                    |                |                |                | R              |                |                |                |                |
| GP Skate America                                                                     |                |                |                |                | 10°            |                |                |                |
| CS Golden Spin                                                                       |                |                | 4º             |                | R              |                |                |                |
| Internazionali: categoria Junior                                                     |                |                |                |                |                |                |                |                |
| Campionati mondiali                                                                  | 2º             | 4º             |                |                |                |                |                |                |
| JGP Armenia                                                                          |                | 4º             |                |                |                |                |                |                |
| JGP Croazia                                                                          | 7º             |                | 2º             |                |                |                |                |                |
| JGP Russia                                                                           |                |                | 2º             |                |                |                |                |                |
| JGP Slovenia                                                                         |                | 5º             |                |                |                |                |                |                |
| Denis Ten Memorial                                                                   |                |                | 2º             |                |                |                |                |                |
| Tallinn Trophy                                                                       |                | 1º             |                |                |                |                |                |                |
| Nazionali                                                                            |                |                |                |                |                |                |                |                |
| Campionati russi                                                                     |                |                | 2º             | R              | 13°            | 12°            |                | 16°            |
| Campionati russi juniores                                                            | 3º             | 5º             | R              |                |                |                |                |                |
| CS = Challenger Series; JGP = Junior Grand Prix; R = Ritirato; C = Evento cancellato |                |                |                |                |                |                |                |                |